# Gambler
"Gambler" je singl američke pjevačice Madonne sa soundtracka Vision Quest. Singl je izdan 3. listopada 1985. pod Geffen Recordsom.

## O pjesmi
Pjesma nije izdana kao singl u Sjedinjenim Državama, ali je izdana u Europi i Japanu. U Ujedinjenom Kraljevstvu je singl bio uspješnica, dospjevši u Top 5. Ovo je bio posljednji Madonnin singl za čiji je nastanak bila zaslužna jedino Madonna. Za ostale singlove nakon ovoga, Madonna je uvijek pjesmu pisala s nekim drugim. To je bilo sve do 2006. i izdanja I'm Going to Tell You a Secret gdje se nalazila originalan verzija pjesme "I Love New York" koju je Madonna također sama napisala.
Kako je pjesma snimana pod Geffen Recordsom, kružile su glasine u SAD-u da je uzrok ne puštanje pjesme kao singla bila Madonnina matična kuća Sire Records.
Pjesma je bila šesti uzastopni Top 10 u Australiji. Madonna je pjesmu izvela samo jednom i to 1985. na The Virgin Tour.

## Izdanje singla
UK 12" singl je sadržavao Extended Dance Mix, Instrumental Remix i pjesmu  "Nature of the Beach" Black n' Bluea. 7" singl je sadržavao originalnu verziju i "Nature of the Beach". Pjesma je dospjela na 4. mjesto britanske ljestvice i postala 21. najuspješnija Madonnina pjesma tamo. Dobila je srebrnu certifikaciju.
"Gambler" je jedina Madonnina pjesma koja se nija našla na Madonninom albumu.
Glazbeni video za pjesmu je sličan onome za pjesmu "Crazy for You". Koristi nastup koji je snimila 22. studenog 1983. u Washingtonu.

## Verzije pjesme
1. Album Version 3:55
2. Extended Dance Mix 5:34
3. Instrumental Remix 3:55
4. Video Edit 3:33

## Na ljestvicama
| Ljestvica (1985/1986)  | Pozicija |
| ---------------------- | -------- |
| Nizozemska             | 9        |
| Njemačka               | 25       |
| Irska                  | 3        |
| Italija                | 10       |
| Japan                  | 12       |
| Novi Zeland            | 45       |
| Južnoafrička Republika | 5        |
| Španjolska             | 7        |
| Švicarska              | 23       |
| Ujedinjeno Kraljevstvo | 4        |